# Bausch (nazwisko)
Nazwisko Bausch:
- Andy Bausch(inne języki) (ur. 1959, Diddeleng (Düdelingen, Dudelange)), luksemburski operator i reżyser
- Delone „Del” Bausch(inne języki) (ur. 1935)
- Dorothy „Dotsie” (Lee) Bausch née Cowden (ur. 1973, Louisville), amerykańska kolarka torowa i szosowa
- François Bausch (ur. 1956, Luksemburg), luksemburski polityk i samorządowiec, deputowany, od 2013 minister
- Frank Joseph Bausch(inne języki) (1908, Marion – 1976), amerykański piłkarz
- Gusty Bausch(inne języki) (ur. 1980, Luksemburg), luksemburski rowerzysta cyklista
- James „Jim” (Aloysius Bernard) Bausch (1906, Marion Junction (SD) – 1974, Hot Springs (AR))
- Johann Jakob Bausch(inne języki) (né Johann Jacob Bausch, -Jakob-) (1830, Groß-Süßen (Großsüßen), Süßen – 1926, Rochester), niemiecko-amerykański optyk
  - Bausch & Lomb, amerykańskie przedsiębiorstwo produkujące sprzęt medyczny, założone w 1853 przez dwóch Niemców, Johna Jacoba Bauscha i Henry’ego Lomba
  - Edward Bausch(inne języki) (1854, Rochester – 1941)
- Ludwig (Christian August) Bausch(inne języki) (1805, Drezno – 1871, Lipsk), niemiecki producent łuków
- Philippine „Pina” Bausch (1940, Solingen – 2009, Berlin), niemiecka tancerka oraz choreografka
  - Święto wiosny – Pina Bausch
- Richard Bausch(inne języki) (ur. 1945, Fort Benning), amerykański pisarz
- Robert Bausch(inne języki) (ur. 1945, Fort Benning), amerykański pisarz i profesor języka angielskiego